# Anita Shreve
Anita Shreve (* 7. Oktober 1946 in Dedham, Massachusetts; † 29. März 2018 in Newfields, New Hampshire) war eine US-amerikanische Schriftstellerin.

## Leben
Die Tochter eines Piloten und einer Hausfrau schloss die Dedham High School ab und studierte an der Tufts University. Anita Shreve begann mit dem Schreiben, während sie als Lehrerin in Reading, Massachusetts, tätig war. 
Eine ihrer ersten veröffentlichten Geschichten war Past the Island, Drifting (veröffentlicht im Jahr 1975), für die sie mit dem O.-Henry-Preis des Jahres 1976 ausgezeichnet wurde.
Neben anderen Jobs arbeitete Shreve drei Jahre lang als Journalistin in Nairobi, Kenia. In den 1990er-Jahren lehrte sie kreatives Schreiben am Amherst College.
Der Roman The Pilot’s Wife wurde im März 1999 in Oprah’s Book Club als Buch des Monats vorgestellt.
Seit diesem Zeitpunkt wurden die Romane von Shreve millionenfach verkauft.
Der Roman Resistance wurde 2003 unter demselben Titel verfilmt, die Hauptrollen spielten Bill Paxton und Julia Ormond.
Anita Shreve starb im März 2018 im Alter von 71 Jahren.

## Werke

### Romane
- 1975 Past the Island, Drifting
- 1989 Eden Close
  - Verschlossenes Paradies, dt. von Heinz Nagel; Schweizer Verlagshaus, Zürich 1990, ISBN 3-7263-6620-2.
- 1991 Strange Fits of Passion
  - Gefesselt in Seide, dt. von Esther Mattille; Schweizer Verlagshaus, Zürich 1993, ISBN 3-7263-6654-7.
- 1993 Where or When
  - Gefangene Liebe, dt. von Ekkehart Reinke; Lübbe, Bergisch Gladbach 1995, ISBN 3-404-12290-9.
- 1995 Resistance
  - Im Herzen des Winters, dt. von Mechtild Sandberg; Piper Verlag, München; Zürich 2000, ISBN 3-492-27015-8.
- 1997 The Weight of Water
  - Das Gewicht des Wassers, dt. von Mechtild Sandberg; Piper Verlag, München; Zürich 1997, ISBN 3-492-03953-7. (Nominiert für den Orange Prize for Fiction 1998)
- 1998 The Pilot’s Wife
  - Die Frau des Piloten, dt. von Christine Frick-Gerke; Piper Verlag, München; Zürich 1998, ISBN 3-492-04068-3.
- 1999 Fortune’s Rocks
  - Olympia, dt. von Mechtild Sandberg; Piper Verlag, München; Zürich 2000, ISBN 3-492-04206-6.
- 2001 The Last Time They Met
  - Der weiße Klang der Wellen, dt. von Angelika Felenda; Piper Verlag, München; Zürich 2001, ISBN 3-492-04351-8.
- 2002 Sea Glass
  - Der einzige Kuss, dt. von Mechtild Sandberg; Piper Verlag, München; Zürich 2003, ISBN 3-492-04467-0.
- 2003 All He Ever Wanted
  - Alles, was er wollte, dt. von Mechtild Sandberg; Piper Verlag, München; Zürich 2004, ISBN 3-492-04513-8.
- 2004 Light on Snow
  - Stille über dem Schnee, dt. von Mechtild Sandberg; Piper Verlag, München; Zürich 2005, ISBN 3-492-04755-6.
- 2005 A Wedding In December
  - Eine Hochzeit im Dezember, dt. von Mechtild Sandberg-Ciletti; Piper Verlag, München; Zürich 2007, ISBN 978-3-492-04753-1.
- 2007 Body Surfing
  - Die Nacht am Strand, dt. von Mechtild Sandberg-Ciletti; Piper Verlag, München; Zürich 2009, ISBN 978-3-492-05156-9.
- 2008 Testimony
  - Weil sie sich liebten, dt. von Mechtild Sandberg-Ciletti; Piper Verlag, München; Zürich 2010, ISBN 978-3-492-05285-6.
- 2009 A Change in Altitude
  - Das erste Jahr ihrer Ehe, dt. von Mechtild Sandberg-Ciletti; Piper Verlag, München; Zürich 2011, ISBN 978-3-492-05404-1.
- 2010 Rescue
  - Beim Leben meiner Familie, dt. von Mechtild Sandberg-Ciletti; Piper Verlag, München; Zürich 2013, ISBN 978-3-492-05405-8.
- 2013 Stella Bain
  - Das Echo der verlorenen Dinge, dt. von Mechtild Sandberg-Ciletti; Piper Verlag, München; Berlin; Zürich 2015, ISBN 978-3-492-05654-0.
- 2017 The Stars Are Fire
  - Wenn die Nacht in Flammen steht, dt. von Mechtild Sandberg-Ciletti; Pendo Verlag, München 2019, ISBN 978-3-86612-464-6.

### Sachbücher
- 1987 Remaking Motherhood: How Working Mothers are Shaping Our Children’s Future
- 1989 Women Together, Women Alone: The Legacy of the Consciousness-Raising Movement

### Drehbücher
- 2000 The Way of Water (Drehbuch)
- 2002 The Pilot's Wife (Drehbuch)
- 2003 Resistance (Drehbuch)